# Plega fumosa
Plega fumosa är en insektsart som beskrevs av Linsley och Macswain 1955. Plega fumosa ingår i släktet Plega och familjen fångsländor. Inga underarter finns listade i Catalogue of Life.